# Trichopeziza episphaeria
Trichopeziza episphaeria är en svampart som först beskrevs av Carl Friedrich Philipp von Martius, och fick sitt nu gällande namn av Lambotte 1880. Trichopeziza episphaeria ingår i släktet Trichopeziza och familjen Hyaloscyphaceae.   Inga underarter finns listade i Catalogue of Life.